# Chasing Ghosts
Chasing Ghosts ist das dritte Studioalbum der australischen Post-Hardcore-Band The Amity Affliction aus Gympie, Queensland. Es wurde offiziell am 7. September 2012 weltweit über Roadrunner Records und UNFD speziell in Australien veröffentlicht.

## Hintergrund
Am 21. September 2011 gab Roadrunner Records bekannt, The Amity Affliction unter Vertrag genommen zu haben und ihr zweites Album Youngbloods neu aufzulegen. Am 7. Juni 2012 wurde das Album, welches Chasing Ghosts heißt, offiziell angekündigt. Das Album wurde von Michael Baskette, welcher in der Vergangenheit bereits mit Incubus und Blessthefall zusammenarbeitete, produziert. Knapp zwei Monate später wurde mit Chasing Ghosts die Hauptsingle mitsamt Musikvideo veröffentlicht. Das Album erschien in der dritten Jahreshälfte des Jahres 2012.
Das reguläre Album umfasst zehn Titel, während die japanische Version des Albums neben den beiden Liedern 15 Pieces of Flare und Snicklefritz, beide aus dem Vorgänger-Album, noch eine Coverversion von Lana del Reys Lied Born to Die enthält.

## Titelliste
| #   | Titel                    | Länge |
| --- | ------------------------ | ----- |
| 1.  | Chasing Ghosts           | 4:22  |
| 2.  | Life Underground         | 3:56  |
| 3.  | R.I.P. Bon               | 3:37  |
| 4.  | Open Letter              | 4:22  |
| 5.  | Greens Avenue            | 4:35  |
| 6.  | I Heart H.C.             | 3:57  |
| 7.  | Flowerbomb               | 4:00  |
| 8.  | Pabst Blue Ribbon on Ice | 4:04  |
| 9.  | Geof Sux 666             | 4:13  |
| 10. | Bondi St. Blues          | 4:23  |

## Kontroversen
In den Vereinigten Staaten erzeugte das ursprüngliche Albumcover Kontroversen. Es zeigt eine männliche Person, welche sich anscheinend aufgehängt hat und Suizid symbolisiert. Fans der Band glaubten, dass die Gruppe Selbstmord verherrliche und fühlten sich teilweise angegriffen. Das Cover US-amerikanische Version des Albums wurde im Nachhinein bearbeitet und die Person vom Artwork entfernt. Birch gab in einem Statement bekannt, dass das Cover lediglich repräsentieren sollte, was mit dem Menschen passiert wenn er „die Seite wechselt“:

„I wrote Chasing Ghosts as a narrative based wholly around someone that has committed suicide and has passed onto the other side. It’s a story that I hope people will see for what it is; an example in song of why you should turn to someone close and talk instead of taking that last fatal step towards death prematurely. I just want to reiterate to people that once you’re gone, that’s it. There’s no ghosts. There’s no heaven, no hell, just finality and the wreckage left behind in the wake of their decision.“

Zunächst zeigte sich Birch einsichtslos und ging auf der Plattform Facebook auf Konfrontationskurs mit den Fans. Er schrieb nach der großen kontroversen Resonanz seitens der Anhänger, dass Birch selbst Suizid begehen wollte, nun ein Album darüber geschrieben habe und eine Person die anscheinend Suizid durch erhängen begeht auf die Albumaufmachung packen wollte. Einen Tag später distanzierte sich Birch auf der offiziellen Facebook-Präsenz von seinen Aussagen und entschuldigte sich bei den Fans der Band für seine Uneinsichtigkeit.

## Promotion
Am 12. September 2012 startete die Band ihre Chasing Ghosts Tournee durch Australien, welche von The Ghost Inside, Architects und Buried in Verona begleitet wurde. Die Konzertreise endete offiziell am 8. Oktober 2012. Architects nutzte die Tournee indes im Rahmen ihrer The Daybreaker Almost World Tour. Den Sommer des Jahres 2013 spielte The Amity Affliction erstmals auf der Warped Tour. Bei einem Auftritt in Portland, Oregon verletzte sich Schlagzeuger Ryan Burt am Auge, sodass Chad Hasty von Glass Cloud einsprang. Einen Auftritt in Pittsburgh, ebenfalls im Rahmen der Warped Tour, musste die Band abbrechen, da Sänger Joel Birch kurz vor der Dehydration stand. Das nachfolgende Konzert in Cleveland konnte nur stattfinden, weil Sam Carter von Architects, Jason Butler von letlive und Chris Roetter von Like Moths to Flames für Birch, welcher aufgrund einer unbekannten Erkrankung ins Krankenhaus eingeliefert werden musste, einsprangen.
Im September 2013 war The Amity Affliction im Rahmen ihrer Brothers in Arms Tour in mehreren Staaten Europas unterwegs. Die Konzertreise wurde von In Hearts Wake und Landscapes begleitet. Die Tournee führte unter anderem durch Deutschland, Frankreich, das Vereinigte Königreich und Belgien. Eine Fortsetzung der Tournee fand im Oktober in Australien statt. Hierbei spielten Stick to Your Guns und Chelsea Grin auf allen acht Konzerten.

## Erfolg
Chasing Ghosts verkaufte sich innerhalb der ersten Woche nach der Veröffentlichung rund 13.000 Mal, wodurch die Gruppe erstmals die Spitze der australischen Albumcharts erreichen konnte, ohne vorher Airplay im Radio erhalten oder Fernsehspots geschaltet zu haben. Laut einem Artikel auf News.com.au reichte die massive Präsenz der Musiker in den sozialen Netzwerken dafür aus. Das Album hielt sich zunächst fünf Wochen ununterbrochen in den Charts auf und stieg im März des Jahres 2013 erneut für zwei weitere Wochen ein.
In den Vereinigten Staaten wurde ein Einstieg in den nationalen Albumcharts verpasst, allerdings stieg das Album in mehreren genrebezogenen Charts ein. Im Jahr 2013 wurde Chasing Ghosts in Australien mit einer goldenen Schallplatte für 35.000 verkaufter Tonträger ausgezeichnet. Es ist somit das erste Album der Band, die Gold erreichen konnte.
| Offizielle Albumcharts              | Höchst- position | Wochen | Verkäufe | Auszeichnungen |
| ----------------------------------- | ---------------- | ------ | -------- | -------------- |
| Australien Album Top 50             | 1                | …      | 35.000+  | Gold           |
| Genrebezogene Albumcharts           | Höchst- position | Wochen |          |                |
| Vereinigte Staaten Hard Rock Albums | 72               | 1      |          |                |
| Vereinigte Staaten Heatseekers      | 30               | 1      |          |                |

## Kritiken
Die Kritiken für Chasing Ghosts ist in den deutschsprachigen Musikmedia eher durchwachsen: So vertritt Matthias Weckmann vom deutschen Metal Hammer die Meinung, dass The Amity Affliction auf Chasing Ghosts „das Schema F bedienen, was er in der Kreuzung aus jugendlichem Frohgesang und derbe Kontrastimme, den punkig-flotten Metalriffs und den gezuckerten Höhepunkten ausmacht.“ Er kritisiert zudem die fehlenden Liedideen und vermisst Emotionen im gesamten Album. Jan Wischkowski von Metal.de hingegen ist positiv von dem Album überrascht. Er schreibt, dass die Gruppe zwar erst beim zweiten Anhören der Platte bei ihm angekommen ist, allerdings mit anderem Charistika. So findet er Leidenschaft, Aggression und mitreißende Energie im kompletten Album wieder. Wischkowski findet Stärken in den Screams von Joel Birch aus, findet allerdings die klar gesungenen Stellen schwach. Als absolutes Aushängeschild macht der Kritiker im Lied Open Letter aus, dass trotz seiner Härte genügend Pop-Appeal und einen Refrain mit Ohrwurmcharakter besitzt. Wischkowski macht außerdem Gruppen wie Atreyu, Alexisonfire, Poison the Well und The Ghost Inside als musikalische Einflüsse aus.
Chris Popp von musikreviews.de kann der Gruppe nicht viel abgewinnen. So schreibt er, dass die Musik wenig Neues oder gar Interessantes herüberbringt. Die Gruppe schafft es kaum den zehn Liedern einen eigenen Stempel aufzudrücken auch wenn die Kompositionen der Band komplex arrangiert sind. Den hochgesungenen Teile des Albums attestiert er höchstens einen Disney-Charakter. The Amity Affliction schaffen es nicht, aus den Schatten ihrer musikalischen Vorbilder zu treten. Sebastian Berning von Powermetal.de wiederum sieht in The Amity Affliction das nächste große Ding in Sachen Metalcore aus Australien. Die Gruppe erfinde die Musikrichtung zwar nicht neu, dennoch schaffe man es mehrere kleinere Hits zu erschaffen. Er nennt als Beispiel das Lied Open Letter, welches durch die melodischen Liedpassagen an Fahrt aufnehme. Wie die anderen Kritiker sieht er auch in den Klargesang von Ahren Stringer als ein größeres Makel des Albums. Dennoch attestiert er der Band einen ansehnlichen Metalcore zu produzieren.
In der englischsprachigen Fachpresse erhielt das Album hingegen deutlich positivere Resonanz. So erhielt das Album auf der Plattform Metacritic eine Wertung von 77 Prozent bei vier Albumkritiken, wobei Alternative Press, Rock Sound und das Kerrang! eine äußerst positive Bewertung vergaben, während die Kritik im Q Magazine eher durchschnittlich war.